# Nops mathani
Nops mathani är en spindelart som beskrevs av Simon 1893. Nops mathani ingår i släktet Nops och familjen Caponiidae. Inga underarter finns listade i Catalogue of Life.